# Golem (muzikál)
Golem je muzikál s hudbou Karla Svobody a s texty písní Lou Fanánka Hagena, libreto napsal Zdeněk Zelenka. Muzikál měl premiéru 23. listopadu 2006 v nově otevřeném Divadle Hybernia. Golem je poslední muzikál, ke kterému skladatel Karel Svoboda složil hudbu.

## Vznik muzikálu
Iniciátorem muzikálu byli libretista Zdeněk Zelenka s režisérem Filipem Renčem, producent Oldřich Lichtenberg rozhodl, že muzikál zrealizuje ke slavnostnímu otevření divadla Hybernia. Muzikál vychází ze známé staré české pověsti o Golemovi, libretista Zdeněk Zelenka však do ní zasadil příběh milostného trojúhelníku Rebeky, Vojtěcha a překvapivě i Golema, který při svém zrození byl omylem vybaven citem. V novém divadle vytvořil Filip Renč multimediální projekt, který využívá jak moderní divadelní techniku, tak černé divadlo či obrovské loutky známého světového výtvarníka Michaela Curryho. Kritiky byly vesměs negativní, objevilo se i několik pozitivnějších. Divácký zájem byl od začátku velký, první dva měsíce bylo zcela vyprodáno (denně cca 1 100 diváků, někdy dvojité představení), muzikál se hrál několik měsíců.[zdroj⁠?!] Byl to poslední český muzikál, který byl souvisle na repertoáru divadla téměř rok.[zdroj⁠?!] Tento muzikál završil sérii velkokapacitních muzikálů, dále se z drtivé většiny hrály jen muzikály v krátkodobém nasazení a s úspornou výpravou. [zdroj⁠?!]
2. července 2007 měla v Divadle Hybernia premiéru zkrácená letní taneční verze muzikálu, uváděná pod jménem The Legend Of Golem. Choreografie pro tuto verzi vytvořila Kristina Kloubková. The Legend Of Golem byl určen výhradně pro turisty, průvodní slovo bylo nahráno anglicky, písně byly česky pouštěny na playback a představení doprovázely titulky v mnoha světových jazycích. Taneční představení bylo uváděno také v následující léto 2008.

## Osoby a obsazení
- Vojtěch, mladý křesťan – Petr Kolář, Josef Vojtek, Kamil Střihavka, Jaromír Holub
- Rebeka, mladá židovka – Lucia Šoralová, Zdenka Trvalcová, Dasha
- Rabín Löw – Petr Muk, Dušan Kollár, Martin Pošta, Bedřich Levý
- Mordechaj, židovský obchodník – Jiří Korn, Tomáš Trapl, Vilém Čok, Henrich Šiška
- Štěpán Skotnica, kněz – Marian Vojtko, Bohouš Josef, Zbyněk Fric, Jiří Březík
- Rozina, krčmářka – Petra Janů, Ilona Csáková, Hana Křížková
- Rudolf II., král Českých zemí – Petr Štěpánek, Vlastimil Zavřel, Ivan Vyskočil, Jan Fiala
- Mariana, křesťanská dívka – Martina Michalcová, Linda Finková, Olga Lounová
- Samuel, žid – Tomáš Savka, Bedřich Levý, Jaromír Holub
- Jakob, žid – Alan Bastien, Jan Smigmator, Pavel Polák
- Hubert, křesťan – Martin Skala, Martin Hudec, Jan Fiala
- Rajče, němá dívka – Kristina Kloubková, Jovanka Skrčeská, Gabriela Jemelíková
- Golem, hliněná postava – Dmitrij Dudnik, Martin Kalous, Miloslav Saidl
- zpěv Golema – Jiří Škorpík